# CTV Television Network
CTV és una xarxa de televisions privades i de llengua anglesa localitzada al Canadà. És propietat del conglomerat Bell Globemedia i està situat a la ciutat de Toronto, capital de la província d'Ontario. Des del 2002 que ha aconseguit esdevenir la xarxa de televisions amb més audiència, després de batallar durant anys amb el competidor directe, Global Network.
Mai s'ha donat cap nom a les sigles CTV, però molts adopten el significat de "Canadian Television", utilitzat per la mateixa companyia per fer-se promoció als anys 1990. Durant la seva història el conglomerat ha tingut programació diferent per zones. La graella de programació està basada en una oferta d'entreteniment i informació. Les sèries de televisió americanes amb força èxit i també algunes de canadenques, són les que més tirades tenen. El canal també emet i produeix programes de telerealitat. És el cas del Canadian Idol, la versió canadenca de Pop Idol. Posseeix unes 22 emissores locals, cada estació pot emetre programació i publicitat local. CTV també treballa amb altres empreses estrangeres, ubicades en territori del continent sud-americà.

## Eslògans
- 1961-1966: "This is CTV"
- 1966-1967: "The Colour Network"
- 1967-1974: "It's Happening on CTV"
- 1974-1985: "For Those Who Want It All"
- 1985-1987: "CTV Entertains You"
- 1987-1988: "You'll See it All on CTV"
- 1988-1989: "The Choice of Canadians"
- 1989-1990: "Watch Yourself on CTV"
- 1990-1997: "Tuned In To You"
- 1997-2003: "Canadian Television"
- 2003-2005: "Canada's Watching"
- 2005-present: "Canada's #1 Network"

## Col·laboració amb altres països
- Televicentro
- Televisa
- Rede Record
- Televisiete
- Venevisión, Televen
- RCN Televisión
- Teletica
- Ecuador TV
- Telecorporación Salvadoreña
- NBC, ABC, FOX, Univisión